# Kreutzhäuschen
Kreutzhäuschen ist ein Ortsteil von Overath im Rheinisch-Bergischen Kreis in Nordrhein-Westfalen, Deutschland.

## Lage und Beschreibung
Kreutzhäuschen liegt an der Kreuzung der Landesstraße 84 (einer Höhenstraße zwischen Immekeppel und Hohkeppel) und der Kreisstraße 38. Medien berichten alle Jahre über den Bergischen Weihnachtsmarkt, der von einer örtlichen Baumschule ausgerichtet wird. Ortschaften in der Nähe sind Kleinbalken, Hufenstuhl, Wüsterhöhe, Griesenbalken, Obergründemich und Untergründemich.

## Geschichte
Der Ort entstand erst in der zweiten Hälfte des 19. Jahrhunderts und ist ab der Preußischen Neuaufnahme von 1892 auf Messtischblättern regelmäßig als Kreuzhäuschen bzw. Kreutzhäuschen verzeichnet.
Die Gemeinde- und Gutbezirksstatistik der Rheinprovinz führt Kreutzhäus'chen 1871 mit einem Wohnhaus und einem Einwohner auf. Im Gemeindelexikon für die Provinz Rheinland von 1888 werden für Kreuzhäuschen ein Wohnhaus mit acht Einwohnern angegeben. 1895 besitzt der Ort ein Wohnhaus mit sechs Einwohnern, 1905 werden ein Wohnhaus und drei Einwohner angegeben.
In Kreutzhäuschen bestand von 1913 bis in die zweite Hälfte des 20. Jahrhunderts eine einklassige Volksschule. Der Klassenraum befand sich in der Lehrerwohnung. Zu Beginn bekamen 63 Kinder hier ihren Unterricht, im Jahr 1963 waren es noch 33. 1959 wurde modernisiert: eine Toilettenanlage und eine Pausenhalle wurden gebaut.